# Laureana Wright de Kleinhans
Laureana Wright de Kleinhans, född 1846 i Taxco, Mexiko, död 1896, var en mexikansk författare, poet, feminist och kvinnorättsaktivist.
Hon var en förgrundsgestalt och pionjär i kvinnorörelsen i Mexiko genom sin tidskrift Violets of Anahuac (från 1887), i vilken hon förespråkade könens intellektuella jämlikhet och rätten till kvinnors utbildning, rösträtt och självförsörjning.